# Diplazium immensum
Diplazium immensum là một loài thực vật có mạch trong họ Woodsiaceae. Loài này được Stolze miêu tả khoa học đầu tiên năm 1994.